# 上赖兴巴赫
上赖兴巴赫是德国巴登-符腾堡州的一个市镇。总面积35.99平方公里，总人口2818人，其中男性1405人，女性1413人（2011年12月31日），人口密度78人/平方公里。